# Vodní nádrž Vír II
Vodní nádrž Vír II je malá přehradní nádrž na řece Svratce postavená roku 1954 pod obcí Vír v okrese Žďár nad Sázavou v Kraji Vysočina. U tělesa hráze leží osada Hamry u Víru. Na kopci nad nádrží se nachází torzo hradu Pyšolec. Hydroelektrárna je umístěna za meandrem řeky a s přehradním jezerem je propojena tunelem.

## Využití
Hlavním úkolem stavby je vyrovnávání toku z hlavní nádrže Vír I.

### Vodní elektrárna
V komplexu je instalována jedna Kaplanova turbína o výkonu 0,730 MW.